# Lou et l'Île aux sirènes
Lou et l'Île aux sirènes (夜明け告げるルーのうた, Yoake tsugeru Rū no uta) est un film japonais d'animation réalisé par Masaaki Yuasa, sorti en 2017.
Il est présenté au Festival international du film d'animation d'Annecy 2017, où il remporte le Cristal du long métrage.

## Synopsis
Kai vit avec son père et son grand-père dans un village de pêcheurs. Il se lie d'amitié avec deux camarades de classe, Yuho et Kunio, avec lesquels il va former un groupe de musique. Kai fait la rencontre de Lou, une sirène qui adore la musique : au son de la musique, sa queue se transforme en jambes et elle commence alors à chanter et danser de façon endiablée; et tous les gens alentour sont pris d'une frénésie de danse. Malheureusement, les sirènes et les créatures de la mer ne sont pas appréciés par tous les habitants du village.

## Fiche technique
- Titre original : 夜明け告げるルーのうた, Yoake tsugeru Rū no uta
- Titre français : Lou et l'Île aux sirènes
- Réalisation : Masaaki Yuasa
- Scénario : Masaaki Yuasa et Reiko Yoshida
- Animation : Abel Gongora & Juan Manuel Laguna
- Graphisme : Nobutake Ito
- Musique : Takatsugu Muramatsu
- Direction artistique : Hiroshi Ohno
- Production : Science SARU
- Pays de production : Japon
- Format : couleur — 1,78:1
- Genre : animation
- Durée : 112 minutes
- Dates de sortie :
  - Japon : 19 mai 2017
  - France : 12 juin 2017 (Festival international du film d'animation d'Annecy 2017), 30 août 2017 (sortie nationale)

## Distribution

### Voix originales
- Kanon Tani : Lou
- Shôta Shimoda : Kai
- Shin'ichi Shinohara : père de Lou
- Akira Emoto : grand-père
- Minako Kotobuki : Yuuho
- Soma Saito : Kuniko

### Voix françaises
- Maxime Baudouin : Kai
- Julien Crampon : Kunio
- Alice Orsat : Yuho
- Julie Claude : Lou
- Patrick Descamps : Grand-père de Yuho
- Philippe Résimont : Grand-père de Kai
- Jean-Michel Vovk : Père de Kunio
- Guillaume Orsat : Père de Yuho
- Jérôme Varanfrain : Teruo
- Emmanuelle Tonnerieux : Mamie Poulpi
- Cédric Dumond : Fuguda
- Gaétan Wenders : Kameda
- Fabrice Colombéro : Tsuchira
- Lucas Fanchon : Esojima
- Caty Baccega : Isaki
- Clément Henri : Grand-père enfant

## Accueil

### Accueil critique
L'accueil critique est positif : le site Allociné recense une moyenne des critiques presse de 3,6/5, et des critiques spectateurs à 3,5/5.
Pour Mathieu Macheret du Monde, « le film organise la rencontre entre deux mondes, celui des humains et celui d’une nature foisonnante aux reflets fantastiques, rencontre qui perturbe et estompe momentanément les repères de la réalité courante. Sa réussite tient moins à son scénario, somme toute balisé, qu’au déchaînement plastique qu’il suscite, entraînant le spectateur dans un véritable carnaval de formes et de couleurs vives en perpétuelles métamorphoses. [...] le film n’est jamais plus emballant que lorsqu’il oublie intrigues et sous-intrigues (trop emberlificotées) pour décrire le déferlement et la prolifération des entités marines, et surtout la façon dont elles submergent le visible, modifient les perceptions humaines. Car, après tout, les films de Masaaki Yuasa ne sont qu’affaire de perception : le regard n’y est jamais qu’une aventure psychotrope vouée à redéfinir les contours de la réalité. ».
Pour Stéphane Jarno de Télérama, « Lou et l'île aux sirènes regorge d'énergie et de trouvailles visuelles, tant dans les couleurs que dans la représentation de l'eau. [...] Touffu, bien ficelé, délibérément destiné à un public familial, le scénario vaut aussi par ses à-côtés. Le cinéaste a peaufiné les personnages secondaires, et sa peinture d’un petit port de pêche est particulièrement convaincante. Crise économique, trafics, querelles entre générations, cancans, retour amer de ceux qui ont tenté leur chance dans la capitale : sous leurs jolis atours, les rivages de Lou et l'île aux sirènes sont jonchés de débris de coquilles… ».
Pour Lloyd Chéry du Point, « le dessin animé pop de Masaaki Yuasa est une véritable pépite à voir de toute urgence. [...] Masaaki Yuasa évoque en toute simplicité les problématiques contemporaines, bien connues des amateurs de mangas. On y retrouve la différence entre la ville et la campagne, la complexité du divorce, la crise d'adolescence, la technologie et les réseaux sociaux ainsi que la perte de spiritualité au sein de notre société. (C'est aussi) un film à l'esthétique originale, entre ses orgies de couleur et ses styles graphiques qui évoluent durant la narration. [...] Le film de Yuasa nous irradie d'ondes positives malgré son anticonformisme visuel qui rebutera peut-être certains spectateurs. ».

## Prix
- Cristal du long métrage au Festival international du film d'animation d'Annecy 2017.